# 阿劳卡尼亚战争
阿劳卡尼亚战争是西班牙殖民者和马普切人的一场长期斗争，也是世界上持續時間最長的戰鬥。这场战争主要是在阿劳卡尼亚进行的。西班牙人最初在马普切人的领地上取得了许多成功的扩张，但是在库拉拉巴战役（1598）和随后的毁灭七城事件（1599-1604）后，战争出现了转折，并最终导致双方划清了西班牙领地和自由马普切人领地的界线（比奥比奥河-托尔滕河界线）。从17世纪到18世纪晚期，西班牙总督与马普切酋长间举行了一系列的会议，这场战争逐步变成了西班牙士兵和马普切战士及歹徒们实施的零星的抢劫。
智利独立战争为这条界线带来了西班牙人、智利人、马普切人三个不同阵营之间的为了独立或忠君或个人利益的新战斗。随着智利人在1861年到1883年间占领阿劳卡尼亚，马普切人的抵抗最终结束。

## 西班牙的征服
这场斗争通常被认为是从雷诺韦伦战役开始的。雷诺韦伦战役发生于1536年，是迭戈·德·阿尔马格罗与一群组织好了的、人数众多的马普切战士在纽夫莱河与伊塔塔河的合流处附近进行的。

### 佩德罗·德·巴尔迪维亚的军事活动（1546-1553）

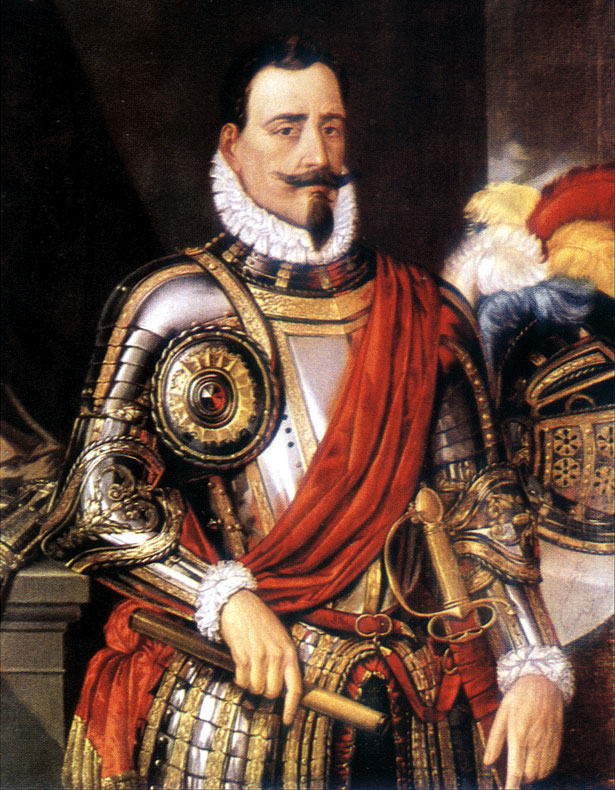
佩德罗·德·巴尔迪维亚。

在征服智利（1541-1598）的最早阶段，西班牙征服者佩德罗·德·巴尔迪维亚指挥了一场长达九年的军事活动来保障圣地亚哥城的安全。这座城市在1541年9月11日曾被米奇马隆戈酋长率领的马波乔人（皮昆切人的一支）摧毁过。巴尔迪维亚希望扩大他所管辖的领地，并且尽管由于坠马而受伤了，他仍然决定要亲自指挥对阿劳卡尼亚的一场陆上远征。
在1544年，胡安·包蒂斯塔·帕斯特内率领了由“圣佩德罗号”和“圣地亚吉略号”两艘三桅帆船组成的海上远征队去侦察南美洲西南海岸到麦哲伦海峡一带。这支远征队是从瓦尔帕莱索出发的。他们进入了圣佩德罗湾（康塞普西翁湾），并在现今的康塞普西翁和瓦尔迪维亚登陆。瓦尔迪维亚就是在之后为了向这位指挥官致敬而被命名的。在进一步向南时，他们遭遇了严重的风暴，于是帕斯特内回到了瓦尔帕莱索。
巴尔迪维亚在1546年亲自出发。他带着六十名骑手和原住民向导、脚夫，穿越了伊塔塔河并在发生在比奥比奥河附近的基拉库拉战役中被马普切战士们攻击。巴尔迪维亚意识到带着如此有限的一支队伍在如此不友善的地带行进是不可能的，于是在找到了一个适合用来建立新城市的场所之后，他机智地选择了返回圣地亚哥，而他找到的那个场所就是现今的彭科镇，并且这个场所将会成为康塞普西翁地区的第一个地点。

### 康塞普西翁城、帝国城、瓦尔迪维亚城的建立
在1550年，一场新的远征开始了。这一次由帕斯特内率领一支海上部队，由巴尔迪维亚率领一支由两百名西班牙步、骑兵和一些马波乔预备兵组成的陆上部队。他们计划在康塞普西翁湾岸边会师。这次远征跨越了伊塔塔河和拉哈河，到达了比奥比奥河岸边。一路上，随着他们对该地区的探索，他们与马普切人群落进行了若干场战斗。他们杀死了许多人，而自身损失却很少。西班牙人在该地区度过了一个多星期，他们遭遇到的反抗持续增加。这之后，他们向大海行进。他们穿过了拉哈河谷和比奥比奥河谷，朝着彭科海岸而行。在安达连河畔，他们在河流和湖泊之间扎了两天营。在宿营的第二夜，他们在安达连战役中被战争领袖艾利亚菲卢率领的一大支马普切人部队攻击。那一夜的攻击行动在一场激烈的战斗中失败，而西班牙人一人阵亡，多人受伤，而受伤的马匹更多。在治疗了一天的伤后，他们继续向他们在康塞普西翁湾的会师点行进。到了那里后，巴尔迪维亚开始在今天的彭科建造堡垒。
在2月23日，帕斯特内的舰队在康塞普西翁湾下锚。他们为这座堡垒的建造带来了补给和援手，还有建筑材料。在3月1日，巴尔迪维亚在这里建立了新尽头的康塞普西翁城（今康塞普西翁市彭科镇）。在同年的3月3日，这座堡垒竣工，而在九天后，在彭科战役中，它被西班牙人所见过的最大的一支马普切部队攻击了。尽管西班牙部队的规模很小，但是这支马普切部队还是被摧毁和击溃。这之后，尽管当地的部落们投降了，但是巴尔迪维亚还是向秘鲁总督派出了特使，请求额外的军力；他明白，单凭他控制着的这点兵力，要彻底征服阿劳卡尼亚是不可能的。在1551年，在强化了康塞普西翁后，他又一次组织了一场远征，在帝国河畔建立了帝国堡垒（今卡拉韦）。之后他又回到了康塞普西翁，一边准备下一场远征，一边等待总督承诺的援军从海上来。
巴尔迪维亚留下指令说新部队应该在帕斯特内先前发现的“瓦尔迪维亚一带”登陆，然后他带着两百名士兵离开，朝帝国堡垒而去。在南下经过了帝国堡垒后，他便立即命令赫罗尼莫·德·阿尔德雷特向内陆推进并建立一座堡垒，来保障他们的东侧的安全。为此，阿尔德雷特到达了比亚里卡湖并在那里（今比亚里卡）建立了一座堡垒。与此同时，巴尔迪维亚的小分队向南行进并与从秘鲁来的弗朗西斯科·德·比利亚格拉率领的援军会师。会师后，他们在当地建立了巴尔迪维亚的白色圣玛利亚城（今瓦尔迪维亚）。当这些新地方都被驻扎好了军队之后，巴尔迪维亚于1552年回到了他在康塞普西翁的基地，之后他在该地区的基拉科亚河谷发现了富饶的黄金砂矿场。

## 第一次马普切人大起义（1553）

### 莱夫扎茹与图卡佩尔战役
为了以南方的堡垒们来保障通讯线路的安全，巴尔迪维亚发动了新的远征并在这次远征中在图卡佩尔、普伦、孔菲内斯（今安戈尔）、阿劳科建立了堡垒。在这些征服者建造堡垒时，马普切人没有做任何抵抗。在1553年10月，基拉科亚金矿场开始对外开放，而大量的马普切人被迫使去矿场劳动。
在1553年，马普切人举行了一场议会，他们鉴于西班牙部队在他们领地的壮大，而决心开战。他们选择了一个名叫考波利坎的人当他们的战争领袖，以及一个名叫莱夫扎茹的人当副战争领袖，这是因为莱夫扎茹曾经作为一名预备兵而做过西班牙骑兵的侍从，他和西班牙人在一起的经历使得他可以清楚地明白与征服者们战斗的最佳方式是什么。
莱夫扎茹率领六千名战士攻击了图卡佩尔的堡垒。西班牙驻军抵挡不住这场攻击，于是撤到了普伦，而莱夫扎茹夺取并烧毁了这座堡垒并且他确信西班牙人会企图夺回图卡佩尔，于是他让军队做好了准备。此时巴尔迪维亚的部队已被削减，但是他仍然发动了一场反击，不过他很快就被包围并且他的军队在图卡佩尔战役中被马普切人屠杀。这是佩德罗·德·巴尔迪维亚的最后一战。他被俘虏并且之后在囚禁中被杀死。

### 考波利坎与莱夫扎茹的军事活动（1554-1557）

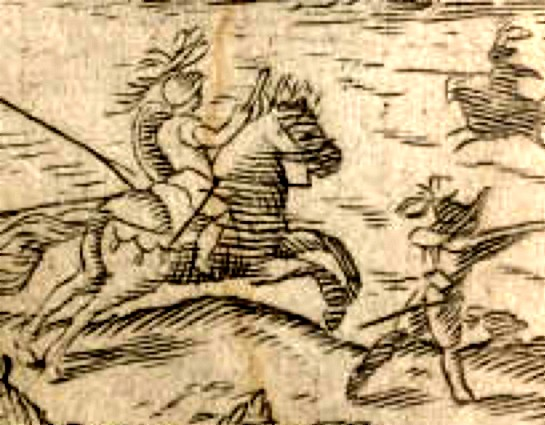
阿隆索·德·奥瓦列的《智利史》中的图片。

在遭受了图卡佩尔的失败之后，西班牙人匆忙地重新组织了他们的部队，增援了帝国堡垒的防卫，并遗弃了孔菲内斯和阿劳科的拓居地，来强化康塞普西翁。而马普切人按照传统，进行了冗长的胜利庆祝，这使得莱夫扎茹错过了机会来实现展现他刚取得的军事优势的渴望。到了1554年2月，他才成功地集结了8000人的军队，并及时地在马里韦纽战役中对抗了弗朗西斯科·德·比利亚格拉指挥的一场进行报复的远征。
尽管获得了这场胜利，然而莱夫扎茹还是再次错失了良机，这又是因为他的人民的冗长的庆祝传统所导致的。当他抵达了康塞普西翁时，这个地方已经被遗弃了。他烧毁了这个地方，但是他残余的部队已不足以继续攻击了。战士们被遣散，这场军事活动就此结束。
在1554年，比利亚格拉在圣地亚哥重新组织了他的部队，同年，他再次动身前往阿劳卡尼亚，并增援了帝国堡垒和瓦尔迪维亚堡垒，此外他还多次允许了当地的驻军和他们的印第安人朋友们突袭附近的马普切人定居点，烧毁住房和农田，并杀死他们找到的所有的人和动物。这样的破坏导致了这些城市附近的敌对的马普切人们中发生了一场饥荒和一场流行病。与此同时，在北方，莱夫扎茹取得的那些胜利的消息导致了已经被征服了的马塔基托河谷的普鲁毛加人和阿空加瓜河谷的皮昆切人也揭竿而起，但是他们还是被镇压了。
在1555年，利马的皇家法庭命令比利亚格拉重建康塞普西翁。之后康塞普西翁在阿尔瓦拉多上尉和75名殖民地居民的努力下被完成了。在了解到了康塞普西翁正在被重建后，莱夫扎茹带着4000名战士再次攻击了它。阿尔瓦拉多企图在城外击败莱夫扎茹的军队，之后却被莱夫扎茹的军队追赶进了城里。在第二次摧毁这座城市期间，只有38名西班牙人设法从海路逃走了。在1556年的这场胜利发生之后，普鲁毛加人给阿劳卡尼亚的马普切人送了一份讯息，承诺给他们的军队提供食物支援并派战士加入他们，共同与圣地亚哥的西班牙人打仗。

### 莱夫扎茹对圣地亚哥的军事活动
莱夫扎茹不仅在南方取得了一些胜利，并且北方的人也发讯息承诺了给予支持，这之后，他计划攻击圣地亚哥。马普切人地区此时正在承受流行病之灾，并且他们需要同仍然占据着他们的领地上的那些城市的西班牙人们作战，因此，莱夫扎茹无法从马普切人的主要军队中调走许多的士兵去北方作战。他不得不在比奥比奥河以北的人们中招募战士，其中有已经被征服的马普切人，还有伊塔塔河以北的普鲁毛加人，而现在这些人受到了莱夫扎茹的之前的那些成功的鼓舞，他们再次起义了。
但是当莱夫扎茹进入了那些从属于圣地亚哥的地方时，他开始报复那些拒绝加入他的普鲁毛加人。他对该地进行了巨大破坏，并灭绝了当地人口。难民们逃到了城里，以求得到援助和保护。在1556年10月，他北上到达了马塔基托河，之后他在特诺附近的一个叫作佩特罗阿的地方建立了一个强化营地，作为一个对抗圣地亚哥的军事基地。莱夫扎茹伏击了第一支来自圣地亚哥的小型西班牙侦察部队。之后佩德罗·德·比利亚格拉率领的一支更大的部队在数天内攻击了位于佩特罗阿的堡垒，但是他们无法夺取它，并且由于洪水，他们被迫撤走了。不过，莱夫扎茹遭受的损失也不小，并且更多的西班牙人正来支持比利亚格拉，因此他朝马乌莱河撤退了，并希望在那里扎下根基。不过，胡安·戈迪涅斯率领的西班牙骑兵追到了马乌莱河，砍杀了掉队的士兵们，并且莱夫扎茹的一支分遣队也被打散了。莱夫扎茹的军队躲过了戈迪涅斯，但是他们被迫撤到了伊塔塔河对岸。戈迪涅斯上尉从这场追击中凯旋，并且作为惩罚，他毁掉了普鲁毛加人的畜群、农田及住房，并斩掉了一些人的头，用这一教训警告了他们不要加入马普切人的军队，也不要给予其援助。这使得他们产生了巨大的恐惧。
在1557年1月，弗朗西斯科·德·比利亚格拉向南行进。去帮助剩余的城市们对抗考波利坎领导的马普切军队。莱夫扎茹被他的盟友们告知圣地亚哥城正相对地没有保护，于是他避开了比利亚格拉，让对方去了南方，而他自己则带着包括帕尼瓜尔戈率领的盟友们在内的新军队，再次向圣地亚哥行进。不过，莱夫扎茹恐吓、虐待了当地的那些印第安人，以从他们那里榨取给养。他的这一举动造成了他的盟友们与他不和。当军队抵达了洛拉的马塔基托河后，盟友们就莱夫扎茹的行为与他发生了争执，其中有一位名叫奇廉的友军首领指责莱夫扎茹的行为跟西班牙人的相似。这之后，盟友们便与他分道扬镳了。莱夫扎茹带着剩下的军队沿马塔基托河而上了一里格，在河畔的一座树木繁茂的山丘的脚下的茅草区域中，再次建立了一个强化营地。不过，这个营地的位置被曾被莱夫扎茹虐待过了的当地的印第安人透露给了弗朗西斯科·德·比利亚格拉。比利亚格拉发消息给圣地亚哥附近的胡安·戈迪涅斯，叫对方来与自己相会，而他自己则匆忙北上。这两支西班牙部队会师了，而莱夫扎茹却未得到警告。之后他们在考内群山上进行了一场出其不意的夜行军，到达了马塔基托河岸的能俯瞰莱夫扎茹的营地的山丘。在4月29日黎明时，比利亚格拉开始了马塔基托战役。他们突袭了莱夫扎茹的营地，在这场战斗中杀死了莱夫扎茹，摧毁了他的军队，驱散了他的盟友，取得了一场决定性的胜利。

### 考波利坎与加西亚·乌尔塔多·德·门多萨的军事活动

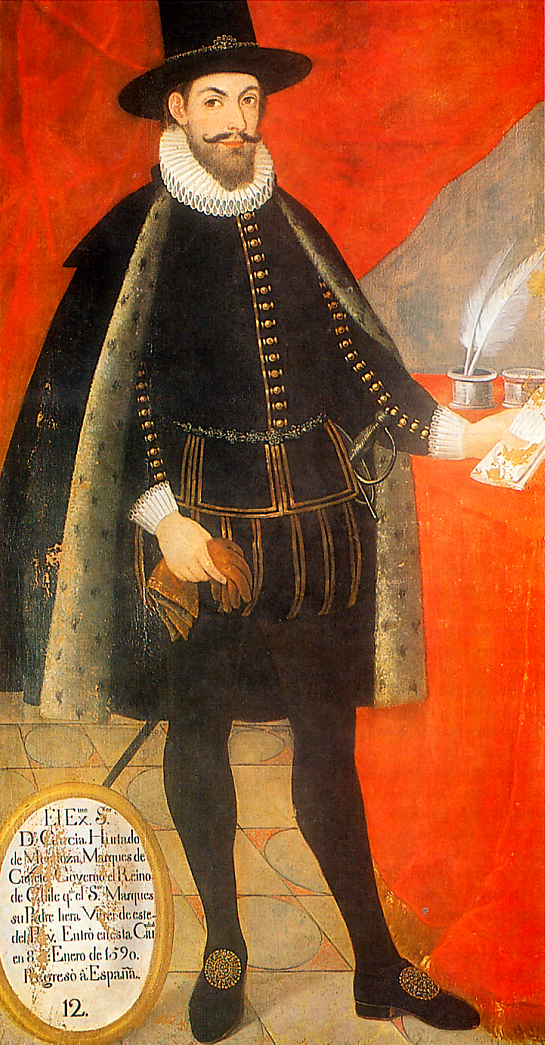
加西亚·乌尔塔多·德·门多萨。

赫罗尼莫·德·阿尔德雷特在返回智利的途中病死于了巴拿马。这之后，加西亚·乌尔塔多·德·门多萨于1557年被指派为了智利的临时总督，于是他立即从秘鲁向南航行，并且这一次他带了比以前强大得多的兵力：600名士兵、6门火炮、1000匹马。他在拉塞雷纳登陆，并将弗朗西斯科·德·比利亚格拉与弗朗西斯科·德·阿吉雷两位总督职位的竞争对手拘捕并送往秘鲁，并以他自己的人来控制这个地区。在冬天，他派他的骑兵在陆上行进，而他自己则向南航行，并在1557年6月上旬于康塞普西翁湾的出入口处的基里基纳岛登陆。他命令了一支团队在彭科登陆并重建康塞普西翁堡垒。一支马普切军队企图猛攻这座堡垒，但是却被枪炮击败了。在门多萨的骑兵与马匹从圣地亚哥经陆路抵达了之后，门多萨开始向比奥比奥河以南行进，而包括加尔瓦里诺在内的另一支马普切军队企图在拉古尼利亚斯战役中在开阔的场地上阻止他们，但是在艰难的战斗之后，他们再次被击败了，并且他们在安达利坎的堡垒被弃置为了无防御状态，在这场战役不久后，它就被夺取了。而这座堡垒正是前往阿劳科的门户。
考波利坎领导马普切人在米利亚拉普埃战役中伏击乌尔塔多·德·门多萨，企图阻止他前进，但是他们未能成功。之后双方在图卡佩尔堡垒的废墟所在处的附近进行了进一步的战斗，在这一场战斗后，门多萨建立了边境的卡涅特堡垒和边境的卡涅特城（今卡涅特），并进一步向南行进。在向南途中，他又建立了奥索尔诺城并向南探索到了安库德湾。考波利坎企图摆脱掉西班牙人的占领，于是他攻击了卡涅特堡垒。他原本期待堡垒里的一名印第安人仆从会叛变并打开大门，但是他却被背叛了，并且被阿隆索·德·雷诺索上尉狠狠击败了。这场战斗成为了考波利坎的最后一战。尽管当时西班牙骑兵没能及时到达以追赶他，以至于他立即逃走了，但是他最终被出卖并在群山中被佩德罗·德·阿文达尼奥俘虏。阿隆索·德·雷诺索给他判了死刑并在卡涅特给他执行了穿刺。
在考波利坎死后，加西亚·乌尔塔多·德·门多萨认为他们已经征服了马普切人。但是相反地，考波利坎的死亡方式激励了马普切人继续以游击战来抗争。在马普切人的游击战中，每一天都有若干名印第安人仆从在马普切人的手中死去，并且曾经在一段时间内，每一天也都有若干名殖民地主（印第安人劳工的主人）在马普切人的手中死去。当失踪或死亡者达到了400名印第安人仆从和10名西班牙人时，总督终于相信他想错了。在基亚波，马普切们在他们的新任战争领袖小考波利坎的率领下建造了一座堡垒，以阻止门多萨的部队行进到阿劳科并在那儿重建一座堡垒。门多萨从卡涅特出发并在基亚波战役中摧毁了又一支马普切军队。这场战役后，乌尔塔多·德·门多萨处死了大多数的被俘马普切人，但是解救了阿劳卡尼亚地区的一位名叫库约曼克的重要的酋长的儿子佩特格伦。随着阿劳科堡垒的重建，通过佩特格伦和他的心怀感激的父亲的帮助，门多萨与阿劳科和图卡佩尔的首领们取得了联系，并让他们大多数人屈服于了西班牙人的统治。门多萨还在距以前的孔菲内斯堡垒不远处建立了安戈尔的圣安德烈斯城（今安戈尔）。因为负责建造这座城市的是步兵们，所以它又通常被叫作“步兵城”。
在1561年2月，腓力二世解除了加西亚·乌尔塔多·德·门多萨的总督职务，以曾经战胜过莱夫扎茹的弗朗西斯科·德·比利亚格拉来替换他。门多萨带着他已经征服了马普切人的看法而离开了智利。他是在这场战争中几位为数不多的取得了一定程度的成功的总督之一。他之所以成功是因为有大量的老练的士兵，并且他带来的装备与武器是之前的那些征服者们所不具备的，此外，当时马普切人没有一位与莱夫扎茹相当的战略家。
马普切人表面上保持和平，但却秘密地继续准备一场新的造反。在基亚波战役失败不久后，幸存的首领们聚在一起，并将伊良古连选为了新任战争领袖。由于各族战士大多数人都死了或者受伤了，并且他们的人口受战争、饥饿、疾病的影响而成批减少，因此伊良古连决定撤退到卢马科的沼泽，并在那里集结他们的军力，并为未来的造反训练一代新战士。马普切人已经学会了炼铁，使用西班牙人的武器（包括火枪与火炮），骑从这些征服者那儿捕获来的马匹，并且他们还学会了更好的战略与战术。门多萨造成的战败使得马普切人成为了一个团结的民族，他们准备着再次与西班牙人交战，以恢复他们的自由。

## 第二次马普切人大起义（1561）

### 弗朗西斯科·德·比利亚格拉的军事活动
在替换门多萨的弗朗西斯科·德·比利亚格拉到来时，敌对行动便又恢复了。这次的敌对行动始于罗德里戈·德·基罗加担任临时总督的短暂时期内，马普切人在1561年7月于普伦谷杀死了受憎恨的殖民地主兼卡涅特市长佩德罗·德·阿文达尼奥与另外两名西班牙人。西班牙人从安戈尔和帝国城发起的报复性远征将叛乱者们赶到了卢马科沼泽的庇护之中。不过，关于杀戮的消息在马普切人中传开了，一场规模比之前的更大的新的全面起义开始了。随着比利亚格拉的到来，第一次天花流行也到来了，智利的原住民居民们因此受灾。
阿劳卡尼亚地区的战争领袖米利亚莱尔莫率领一支当地军队从1562年5月20日到6月30日围困了阿劳科。在1562年年底，马普切人在一位名叫梅乌科的首领的率领下，强化了距离步兵城三里格的马雷瓜诺地区的一座堡垒。阿里亚斯·帕尔多·马尔多纳多摧毁了这座堡垒，但是他没有得到一场彻底的胜利，因为大多数马普切人逃走了。在另一个地方，卡涅特市长胡安·拉萨尔特试图夺回被偷走的坐骑，结果他却在卡涅特的城门处被三十个马普切人杀死了。
马普切人在1563年1月重建了步兵城附近的堡垒，但是佩德罗·德·比利亚格拉被派来再次摧毁了它。马普切人再一次重建了它，但是这一次他们建造了骑兵能轻松进入的部分。尽管资深的西班牙人表示怀疑，但是他们还是攻击了那个地方，结果许多人都掉进了掩饰得很好的陷阱里。在这场战斗中，总督的儿子小佩德罗·德·比利亚格拉和其他四十二名西班牙人死在了这里。这一场灾难性的军事挫败迫使弗朗西斯科·德·比利亚格拉总督命令遗弃卡涅特城。卡涅特被遗弃的消息使得起义行为散布开了。
当弗朗西斯科·德·比利亚格拉听到了他的儿子死亡的消息，他便生病了并动身前往康塞普西翁，留下他的表弟佩德罗·德·比利亚格拉来负责进行军事活动。此时由科洛科洛领导的马普切人们正面攻击了步兵城堡垒和阿劳科堡垒。他们封锁了这两座堡垒，但是无法夺取它们。佩特格伦再次向西班牙人提议媾和，比利亚格拉接受了，但是这场媾和是欺骗性的，因为实际上是马普切人需要收割他们的农田。
在1563年4月，马普切人重新围困了阿劳科。这一场围困持续了42天，马普切人损失了500名战士并且大多数人都是因为饮用了被污染的水而得痢疾死的。最终他们选择了撤退并放弃了包围。不久之后，弗朗西斯科·德·比利亚格拉于1563年6月22日死在了康塞普西翁，使得他的表弟佩德罗·德·比利亚格拉成为了临时总督。

### 佩德罗·德·比利亚格拉的军事活动
新总督佩德罗·德·比利亚格拉相信他的人手太少，不能守住马普切人领地上的所有驻军地，因此于1563年7月命令放弃阿劳卡尼亚，通过海路带走了他仍有的一支野战军及其火炮与非战斗人员，而洛伦索·贝尔纳尔·德尔·梅尔卡多则率领驻军经过被雨湿透的山地和涌出洪水的河流，向安戈尔行进。驻军离开不久后，马普切人就将他们的堡垒摧毁了，并在他们的行进中不断骚扰他们。比奥比奥河以北的马普切人将西班牙人对阿劳卡尼亚的放弃视为一场胜利，他们受此激励，也反叛了。
在1564年，佩德罗·德·比利亚格拉设法保护他仍然控制着的所有的城镇与堡垒，并从所有的驻军地抽走兵力，在康塞普西翁集结了一支野战军。他知道马普切人的目标之一是围困康塞普西翁，并且他们已经做好了支持一场长期围困的准备。在一场短暂的战斗后，副战争领袖洛夫莱在伊塔塔河谷击败了弗朗西斯科·德·巴卡上尉率领的从圣地亚哥而来的援军部队。此外，米利亚莱尔莫在安达连河的一个渡口伏击了胡安·佩雷斯·德·苏里塔上尉率领的从安戈尔南下而来的西班牙援军。这两场败战使得康塞普西翁城和该地的驻军无法从陆路取得外界援助。被击败的幸存者们不得不撤退到圣地亚哥并且无法突破对康塞普西翁的封锁。另一方面，受到北方的这几场胜利的激励，伊良古连决定在向康塞普西翁进军前，先摧毁步兵城。
在1564年2月，米利亚莱尔莫和洛夫莱两位酋长率领20000名来自伊塔塔河与比奥比奥河之间的地区的战士开始了围攻康塞普西翁。马普切人进入了城市，洗劫并烧毁了它。康塞普西翁的居民们和佩德罗·德·比利亚格拉指挥的驻军都拥挤在了堡垒的围墙之内。这场围困持续了大约两个月。
与此同时，在步兵城，马普切人的封锁越来越紧。马普切人在合适的位置修建土制堡垒，在这些堡垒的保护下，他们朝步兵城移动得越来越近。步兵城的指挥官洛伦索·贝尔纳尔·德尔·梅尔卡多本以为他们自己是易守难攻的，直到马普切人在距城市很近处开始建造他们的第三座土制堡垒，他才改变了想法。之后在安戈尔战役中，洛伦索·贝尔纳尔将马普切军队赶出了他们的堡垒并一路追赶他们到了河流处，将他们赶了回去，并杀死了伊良古连和一千名他的士兵，此外打伤或俘虏了别的许多人，而这支军队的其余人则被驱散了。这后来，派利亚扎茹被选为了战争领袖。
此时在康塞普西翁堡垒的围困中，两艘带着食物的船在3月底的到来使得西班牙人还能够再撑更长得多时间。而另一方面，那里马普切人耗光了当地的食物来源并且他们发现要维持他们的大军是艰难的。随着收获时期的到来以及安戈尔战役失败的消息的到来，这些马普切人变得紧张不安，担心他们的家人可能挨饿，或者他们的无防备的家园可能被来自安戈尔或圣地亚哥的西班牙人攻击。他们在4月1日解除了围困，并解散了军队，各自回家准备过冬。
围困解除后，比利亚格拉意识到罗德里戈·德·基罗加的女婿马丁·鲁伊斯·德·甘沃阿正在努力取代他的总督职位。比利亚格拉试图拘捕甘沃阿，而对方却经陆路逃往圣地亚哥了，但是比利亚格拉和他的若干名士兵几天后航行到了瓦尔帕莱索，在甘沃阿抵达圣地亚哥时便将他拘捕了。比利亚格拉之后试图在圣地亚哥重新组织巴卡和苏里塔的幸存的气馁的士兵们，之后再在1564年带着他们南下。但是他被耽误了很长时间，将本来就很少的地方资金以及从智利各城市艰难强征来的物品消耗掉了许多。在整个冬季和春季，他缓慢地整编和扩大了他的军队。
比利亚格拉在1565年1月中旬带着110名西班牙人与凭借强征权而集结到的800名印第安人预备兵离开了圣地亚哥，南下前往马乌莱河。到了马乌莱河之后，他与佩德罗·埃尔南德斯·德·科尔多瓦率领的30名西班牙人汇合了。科尔多瓦他们曾经打算去增援康塞普西翁，但是被马普切人阻止了。在那之后，他们就一直在观察边界上的马普切人，直到与比利亚格拉汇合。而在比利亚格拉待在圣地亚哥的七个月间，比奥比奥河以北的马普切人已在佩尔克劳肯河畔建立了一座强大的堡垒，阻挡了南下去康塞普西翁的道路。而在第二次雷诺韦伦战役中，比利亚格拉快速地夺取了它并摧毁了守卫它的马普切军队。不久后，比利亚格拉又成功伏击了带领援军前来的洛夫莱。洛夫莱没有察觉到马普切人已经战败，他遭到了突然攻击并被俘虏。随后，比利亚格拉在该地区建立了圣伊尔德丰索堡垒（今老奇廉），有力地镇压了比奥比奥河以北的马普切人的造反。

### 智利皇家法庭统治期间的战事
在战场军事活动结束不久后，佩德罗·德·比利亚格拉于1565年，根据秘鲁总督洛佩·加西亚·德·卡斯特罗的命令，被罗德里戈·德·基罗加替换。基罗加在成为了临时总督后，开始了一场新的军事活动。这场军事活动由洛伦索·贝尔纳尔·德尔·梅尔卡多组织。他重建了卡涅特，并在1566年重新移民于阿劳科城。基罗加实现了对奇洛埃岛的征服，并派马丁·鲁伊斯·德·甘沃阿在那里建立了卡斯特罗城，并安抚了居住在当地的昆科人（马普切人的一支）。基罗加返回后，在1567年8月被康塞普西翁皇家法庭替代。在1567年9月，国王任命梅尔乔·布拉沃·德·萨拉维亚·伊·索托马约尔以总督头衔接管智利民事与军事政府，而此人于1568年从利马抵达。

## 1568年到1598年的军事活动
尽管西班牙人已经在马普切人的领地上建立了城市与堡垒，但是他们所有的进一步的征服企图都失败了。“智利王国”成为了一个战事不断的问题地区，而在这一地区得到士兵来服役变得越来越困难。西班牙人若不是害怕这个地区被别的欧洲国家殖民化的话，他们可能就已经弃置它了。若干名西班牙将领与贵族人士被委派到了智利的各个岗位，企图结束与马普切人的战争。

### 梅尔乔·布拉沃·德·萨拉维亚总督任期间的军事活动
梅尔乔·布拉沃·德·萨拉维亚·伊·索托马约尔总督于1568年从利马抵达。他招募了100名新兵并在圣地亚哥地区聚集了食物，之后南下去加入卡蒂赖的塔沃莱沃河河口附近的军队。
战争领袖良雅纳巴尔
卡蒂赖战役
1570年康塞普西翁地震
派拉卡尔首领
普伦战役
战争领袖派内尼亚姆古（阿隆索·迪亚斯）

### 罗德里戈·德·基罗加与马丁·鲁伊斯·德·甘沃阿的军事活动
罗德里戈·德·基罗加总督
1575年瓦尔迪维亚地震
胡安·德·莱布首领
马丁·鲁伊斯·德·甘沃阿总督
甘沃阿税率

### 阿隆索·德·索托马约尔的军事活动
阿隆索·德·索托马约尔总督于1583年抵达智利。他不得不判决对他的前任的控告。他的前任就是马丁·鲁伊斯·德·甘沃阿。甘沃阿由于“甘沃阿税率”而变得极其不得人心。这种交税方式禁止了印第安人以劳动的形式来“交税”，改为直接以金钱来交税。索托马约尔之后彻底赦免了甘沃阿，但是他废掉了“甘沃阿税率”，重新确立了“桑蒂良税率”，并添加了新的规定，使得这个老系统变得人道，以企图避免殖民地主们对印第安人的暴行。
索托马约尔在1584年俘虏了马普切人战争领袖派内尼亚姆古，取得了他的军事活动中的早期的成功。尽管如此，他仍然想要扩大对智利的征服。他打算建立一系列的堡垒，让它们互相保护，以及保护城市和它们周边的土地。他还打算用它们来包围住伍卢切人（马普切人的一支）并让它们成为未来的军事活动中的安全基地。在1584年，索托马约尔在科埃莱穆建立了科努埃奥的圣法维安堡垒，为圣地亚哥与康塞普西翁间的沟通提供了安全保障。在1585年，他命令在卡蒂赖附近建造若干堡垒：瓜基河流入比奥比奥河处的拉克鲁斯的圣阿尔沃尔堡垒、塔沃莱沃河河口附近的圣灵堡垒、直接跨越比奥比奥河的圣三一堡垒、库伦科河上游流域的米利亚波阿的圣赫罗尼莫堡垒。在普伦，他还建立了另一座堡垒，并在那里安置了一小支驻军。
索托马约尔的这些行动的反对者是战争领袖卡扬库拉。他企图围攻阿劳科堡垒，结果失败了。这导致了他在1585年退位，让他的儿子农戈涅尔接替了他。农戈涅尔率军返回，再次包围了阿劳科，他的骑兵（这是这支军队第一次使用骑兵作战）阻止了西班牙人为这座堡垒提供补给，使得堡垒的人被迫撤离了。他接下来朝圣三一堡垒而去，但是与弗朗西斯科·埃尔南德斯率领的一支西班牙师发生了冲突。在这场冲突中，他受了伤并很快被追捕到并被杀死。卡德瓜拉于同一天被宣布为了战争领袖，接替了农戈涅尔，并开始了攻入安戈尔城的行动，不过他被一场反击给击退了。这之后，他又在第二年围攻了普伦。他用他的骑兵赶走了一支来解围的部队，并向驻军提出了条件，但是被拒绝了。之后他向堡垒指挥官阿隆索·加西亚·德·拉蒙提出了挑战，要以单挑来决定堡垒的命运。这两位领导人在马背上以骑矛战斗，而卡德瓜拉倒地了，被他的对手杀了。他的军队解除了包围，但是在瓜诺阿尔卡被选为战争领袖之后，马普切军队又在1586年返回并成功地将补给贫乏的西班牙人们赶出了普伦并烧毁了普伦。
普塔恩酋长
女酋长娅内肯
利文堡垒
与此同时，索托马约尔由于受到了托马斯·卡文迪什]率领的英格兰海盗们的攻击而分散了注意力。当他们在1587年4月9日于坤脱罗停船时，卡文迪什被西班牙人击败。他损失了10个人，并继续沿着南美洲海岸航行。
索托马约尔在1589年重建了普伦，并在马里韦纽的高地建造了一座新堡垒。瓜诺阿尔卡指挥他的军队攻击这座西班牙人的新堡垒，但是他发现这座堡垒的防御太强了，于是转而攻击比奥比奥河对岸的圣灵堡垒和圣三一堡垒。
战争领袖金图格努
战争领袖派利亚埃科
战争领袖派利亚马丘
佩德罗·德·比斯卡拉总督

## 第三次马普切人大起义（1598）

### 马丁·加西亚·奥涅斯·德·洛约拉的军事活动
在1592年9月，因俘虏图帕克·阿马鲁而闻名的马丁·加西亚·奥涅斯·德·洛约拉直接被腓力二世指派为了提督，并且腓力二世认为他是结束阿劳卡尼亚战争的最可能的候选人。洛约拉坚决主张以一支由直接来自巴拿马的士兵们组成的军队渗透入马普切人的领地。他在1594年5月于奥比奥河与拉哈河的汇合处附近的雷莱河畔建立了奥涅斯的圣克鲁斯堡垒。这座堡垒在1595年升为了一座城市，被取名为科亚的圣克鲁斯。之后，在1598年12月21日，奥涅斯·德·洛约拉在库拉拉巴灾难中被佩隆扎茹突袭，成为了第二名死于与马普切人的战争的智利总督。

### 1598年马普切人起义
库拉拉巴灾难成为了一场全体起义的开端，而这场之后被叫作“毁灭七城”的起义成为了一场六年的斗争，它消灭了比奥比奥河以南的除了奇洛埃群岛的以外的所有的西班牙人定居点。
在洛约拉死后，秘鲁总督仓促地指派了弗朗西斯科·德·基尼奥内斯来接替他。基尼奥内斯是一名老练的军人，他是一个非常慎重的人，但是在面对危机时，他几乎没法应付。这名总督发现了殖民地的严重状态并紧急请求援军。与此同时，他试图支援那些可能守得住的地方。不过，尽管为了稳定事态，他做了一切事情，但是事态很快就超出了他的控制。他生病了并请求派遣接替他的人。
在接下来的几年里，马普切人摧毁或迫使对付遗弃了许多城市和小型定居点，其中包括比奥比奥河以南的马普切人领地上的所有七座西班牙人城市：科亚的圣克鲁斯城（1599）、巴尔迪维亚的白色圣玛利亚城（1599）、步兵的圣安德烈斯城（今安戈尔）（1599）、帝国城（1600）、比亚里卡的圣玛利亚·马格达莱纳城（今比亚里卡）（1602）、奥索尔诺的圣马特奥城（今奥索尔诺）（1603）、阿劳坎的圣费利佩城（今阿劳科）（1604）。
在1600年9月，阿隆索·德·索托马约尔的老营地长阿隆索·加西亚·德·拉蒙作为智利临时总督抵达了。他使用非凡的手段组织了一支400人的军队，解除了奇廉与康塞普西翁之围，并企图进一步解除比亚里卡之围，但是马普切人围困了阿劳科，使得他掉头返回了。

### 阿隆索·德·里韦拉与智利军队的创建
新任总督阿隆索·德·里韦拉在1601年抵达了康塞普西翁。
战争领袖韦内古扎

## 17世纪

### 阿隆索·加西亚·德·拉蒙的军事活动
阿隆索·加西亚·德·拉蒙在1605年替换了阿隆索·德·里韦拉，第二次成为了总督。
博罗阿战役
战争领袖艾利亚菲卢
战争领袖安加纳蒙
路易斯·梅尔洛·德·拉丰特总督
胡安·德·拉哈拉克马达总督

### 防御性战事
在路易斯·德·巴尔迪维亚神父的明确要求下，阿隆索·德·里韦拉在1612年又被腓力三世国王指派为了总督。巴尔迪维亚是智利的“防御性战事”新系统的创始者。他规划了一条固定的界线（比奥比奥河-托尔滕河界线），分开了西班牙人地区和原住民地区，并且只允许传教士从西班牙人那边进入南边。国王同意了巴尔迪维亚神父，并且尽管里韦拉本人并不完全同意，他还是遵从了国王的命令并建立了这一防御系统。
路易斯·德·巴尔迪维亚在1612年5月召开了卡蒂赖会议，商议与当地马普切人媾和。媾和条件是双方不再互相开战，并且都归还俘虏；西班牙人将拆掉圣赫罗尼莫堡垒（米利亚波阿的圣赫罗尼莫堡垒），而如果海盗船只抵达马普切人的海岸了，马普切人得警告西班牙人；西班牙传教士与信使被许可进入马普切人领地。在同年12月，派卡维会议被召开。此次会议的目的是与埃利库拉和普伦地区的马普切人定下相同的和平，并且西班牙人答应毁掉圣费堡垒。不过，这场和平努力最后失败了，起因是战争领袖安加纳蒙俘虏的一名西班牙女人和他的几名妻子离开了他，并躲避在了西班牙人那里。西班牙人不肯送她们回去，于是安加纳蒙攻击并杀死了巴尔迪维亚派遣到马普切人领地的神父们和他们的马普切人护送者们。这件事发生在12月14日，被称为“埃利库拉殉道事件”。之后敌对行为恢复如前。
战争领袖隆科特瓜
战争领袖连图尔

### 防御性战事的重新开始
佩德罗·奥索雷斯·德·乌略阿总督
修女战士卡塔莉娜·德·埃劳索
路易斯·费尔南德斯·德·科尔多瓦·伊·阿尔塞总督
战争领袖布塔皮琼
拉斯坎格雷赫拉斯战役
战士弗朗西斯科·努涅斯·德·皮内达·伊·巴斯库尼扬
弗朗西斯科·拉索·德·拉贝加总督
皮科卢埃伏击战役
洛斯罗夫莱斯战役
战争领袖克普安图
拉阿尔瓦拉达战役
战争领袖韦努卡尔金
战争领袖库兰特奥
战争领袖库里米利亚

### 基林会议与第一次和平条约
弗朗西斯科·洛佩斯·德·苏尼加总督
战争领袖林科平琼
1641年基林会议
马丁·德·穆希卡·伊·布伊特龙总督
1647年圣地亚哥地震
1647年基林会议
阿隆索·德·菲格罗阿·伊·科尔多瓦总督
弗朗西斯科·安东尼奥·德·阿库尼亚·卡夫雷拉·伊·巴约纳总督
里奥布埃诺灾难

### 第四次马普切人大起义（1655）
最后一次马普切人大起义发生于1655年。这一次克伦扎茹率领马普切军队战胜了西班牙人并来到了马乌莱河岸边。这之后，西班牙人的策略变化于两种选择之间：一是耶稣会传教士们推荐的“防御性战事”，一是同马普切酋长们开会议，在所谓的会议中与马普切人定下协议。这允许了商业的发展与混血人人数的增长。

#### 尼亚姆古与米斯基的军事活动
- 佩德罗·波尔特尔·卡萨纳特总督
- 战争领袖尼亚姆古
- 科努科战役
- 战争领袖米斯基
- 迭戈·冈萨雷斯·蒙特罗·胡斯蒂尼亚诺总督
- 安赫尔·德·佩雷多总督
- 弗朗西斯科·德·梅内塞斯·布里托总督
- 迭戈·达维拉总督
- 胡安·恩里克斯·德·比利亚洛沃斯总督
- 马略科会议
- 战争领袖艾利库里切

### 17世纪晚期
1682年至1692年间的王立智利总督马科斯·何塞·德·加罗向秘鲁总督拉帕拉塔公爵梅尔乔·德·纳瓦拉·伊·罗卡富利与西班牙国王提议着手一场对马普切人的大型的军事活动。他计划邀请马普切酋长与长老们参加会议并在会议上监禁他们，如此阿劳卡尼亚就能够被流血相对少地平定。不过，在1686年，卡洛斯二世国王拒绝了这一欺诈性计划。在1685年，加罗命令减少莫查岛的人口，以阻止那些劫掠着智利的太平洋海岸的海盗们得到资源。这些岛屿上的马普切原住民被安置在了一个迁移区，该地方就是现在的康塞普西翁的位置。
托马斯·马林·德·波维达总督执政期间的特点是阿劳卡尼亚的战事在1694年突然而短暂地爆发了。他的对手是战争领袖米利亚潘。战事爆发的起因是印第安人事务委员安东尼奥·佩德雷罗斯在未经批准的情况下便试图暴力地隔离和重新安置马普切祭司们，因此马普切人被他的行动激发，爆发了战事。佩德雷罗斯试图率领军队穿过克佩河以攻击米利亚潘的军队。在这场行动中，他受伤而亡。之后，智利王国的西班牙军队被派遣来对抗米利亚潘。军队的率领者是营地长阿隆索·德·科尔多瓦·伊·菲格罗阿与士官长阿隆索·科瓦鲁维亚斯。进行抵抗对于米利亚潘来说是不可能的。他不得不停止了抵抗。之后这位总督与马普切人举行了1694年乔克乔克会议，将佩德雷罗斯视为了这次争斗的源头，并定下了和平，并且这场和平持续了近三十年。

## 18世纪

### 1723年马普切人起义
在30年的和平之后，随着1723年马普切人起义，阿劳卡尼亚战争又继续了。
战争领袖菲卢米利亚
加夫列尔·卡诺·德·阿蓬特总督
1726年内格雷特会议
1751康塞普西翁地震

### 1759年、1766年、1769年马普切人起义
马努埃尔·德·阿马特·伊·胡涅特总督
1759年马普切人起义
安东尼奥·德·吉利·伊·贡萨加总督
1764年纳西缅托会议
战争领袖古日尼亚姆古
1766年马普切人起义
胡安·德·巴尔马塞达·伊·森萨诺·贝尔特兰总督
战争领袖莱维安
弗朗西斯科·哈维耶尔·德·莫拉莱斯·伊·卡斯特洪·德·阿罗略总督
战争领袖泰皮拉夫肯
1771年内格雷特会议
阿古斯丁·德·豪雷吉·伊·阿尔德科阿总督
1774年塔皮韦会议
安布罗西奥·德·贝纳维德斯总督
1784年隆基尔莫条约

### 1792年威利切人起义与1793年的会议
在1784年，奇洛埃省长弗朗西斯科·乌尔塔多与王立智利总督安布罗西奥·奥希金斯被西班牙国王命令在威利切人的领地上打通一条毛林与瓦尔迪维亚之间的道路。这引起了奥索尔诺平原的威利切人们的惊慌。他们决定与布埃诺河谷和北边的兰科湖一带的威利切人氏族联盟们结盟，以要求瓦尔迪维亚省长马里亚诺·普斯特尔拉来干预。马里亚诺·普斯特尔拉与布埃诺河和兰科湖一带的威利切人们关系良好，这是因为他支持和平性的接触和传教活动，并拒绝了在他们的领地建立任何新堡垒。而奇洛埃省长弗朗西斯科·乌尔塔多却赞成以强硬路线来对待威利切人，并以军事入侵作为威胁。
在1789年2月，威利切酋长们与殖民地当权者们签订了里奥布埃诺和约。这一条约阻止了奇洛埃的可能的入侵，并使得奥索尔诺的威利切人得到了瓦尔迪维亚当局的支持，来反抗基拉卡乌因氏族联盟所进行的突袭。与此同时，威利切人同意了保证新的皇家道路的畅通并允许了西班牙人占领奥索尔诺城，这座在1602年就被遗弃了的城市。这个条约还允许了西班牙人在布埃诺河以北定居并建造庄园。
西班牙人对道路的滥用以及他们快速建造新的庄园的行为，使得一些酋长们改变了想法，并且以下酋长们组成了一个联盟：里奥布埃诺的坦戈尔、凯普尔、卡特里瓦拉。1792年威利切人起义随着这一事件而开始了，并且他们很快开始掠夺西班牙人的庄园和传教团驻所，而他们的最终目的是攻击瓦尔迪维亚。当时的瓦尔迪维亚尽管北面和西面被守卫得很好，但是它看上去在东南面容易受到陆上攻击。
尽管这次起义的范围不大，起义者们从未真正威胁到瓦尔迪维亚，但是西班牙当权者们以严厉的态度对此做了回应。奥希金斯总督选择了托马斯·德·菲格罗阿上尉来指挥这次报复行动。菲格罗阿的部队一路上烧了威利切人的房子和农田并将许多威利切男子作为造反嫌疑人逮捕。这之后，西班牙人认为该是时候和威利切首领们签订新的条约了，因此在1793年，一场会议在拉斯卡诺阿斯被举行，这个地方就是现今的奥索尔诺。在《里奥布埃诺和约》中，西班牙人被允许了在布埃诺河以北建造庄园，将这条河流视为一条实际上的界线；而现在，凭着这一新条约，西班牙人进而在河流以南建造庄园了。
同一年，即1793年，一场新的会议在北方界线（比奥比奥河-托尔滕河界线）地区的内格雷特被举办，目的是认可与修补之前的1783年开始制定的《隆基尔莫条约》。跟以前的条约一样，西班牙国王被确认为阿劳卡尼亚的君主，而这片土地的所有物被保留给马普切人，因此西班牙国王是按照法律的君主，而实际上，这些马普切人控制的土地则是独立的。这场会议从3月4日被举办到3月7日，许多场有酒有肉的盛宴被举办给众多的参与者。整场会议耗费了10897比索（约合1729523.72元人民币），而根据智利历史学家迭戈·巴罗斯·阿拉纳所说，这笔金额对于智利的资金的规模而言，是一笔庞大的钱财。

### 18世纪末的关系
尽管马普切人并未允许“温加”（马普切人对白人的蔑称）自由通行于他们视为归他们所有的地区，然而大约从1780年起，联合起来的马普切人们开始接受外来西班牙人与土生西班牙人们在他们的领地的有限的存在。此外，由于这一时期的通行，马普切人慢慢地进入了与外来与土生的西班牙人的文化的更频繁的互动之中。因此，由于那些为原住民们开办的学校，以及使节、集市、会议等元素的影响，马普切人愿意采纳外来西班牙人与土生西班牙人的习俗和生活方式。1803年内格雷特会议是智利殖民时代的最后一场大型会议。在这场会议中，双方都隆重庆祝了他们的和平与结盟。西班牙人与马普切人之间的商业贸易与结合还产生了混血人们。这些混血人扮演了两种文化之间的桥梁。由此，外来西班牙人、土生西班牙人、马普切人三者间的共存被建立，并且这种关系在接下来的一个世纪的大多数时间里，基本上没有变化。起义与突袭的数量更少了，频率更低了，此时的马普切人在为全面地消除种族差别待遇而抗争。

## 智利独立战争与“战斗到死”战事
在智利独立战争期间，许多马普切酋长与西班牙忠君者们结盟。这些忠君者为了重建智利的旧的殖民地秩序而战。忠君者当中的加维诺·加因萨旅长在1814年的基林会议中与马普切酋长们谈判，并得到了他们的支持，来共同对抗智利的爱国者们。
在1817年与1818年，忠君者们遭受了许多失败，但是在一些马普切人的援助下，他们继续一起在中智利的南部抵抗。解放了北部和中部智利的何塞·德·圣马丁与贝尔纳多·奥希金斯一起发动了一系列的对抗山地武装团队们的行动。这些武装团队们由各式各样的歹徒、忠君者、印第安人们组成，他们利用了军事远征和强迫征兵的混乱，而抢劫、掠夺乡村地区。这一时期的无规律的战事之后被称为“战斗到死”战事，这是因为其战术残酷，无论游击队员还是政府军士兵，都不抓俘虏。直到比森特·贝纳维德斯的团队在1822年被消灭了，康塞普西翁一带才终于太平。到了拉蒙·弗雷雷统治期间的1825年1月7日，和平才被完全确立。这一天智利政府与比奥比奥河以南的马普切人举行了塔皮韦会议，这场会议确定了比奥比奥河为智利与阿劳卡尼亚地区之间的界线，结束了马普切人与智利共和国的持续了14年的战争状态。

## 占领阿劳卡尼亚

### 背景
在1860年，智利总统何塞·霍阿金·佩雷斯·马斯卡亚诺决定吞并比奥比奥河与托尔滕河之间的领地（即阿劳卡尼亚）。由于奥雷利耶-安托万·德·图南宣布成立了阿劳卡尼亚及巴塔哥尼亚王国，因此虽然奥雷利耶-安托万从未成为一个严重的威胁，但是吞并阿劳卡尼亚成为了优先考虑之事。当权者们决定采取科尔内利奥·萨韦德拉·罗德里格斯将军所提议的计划，其中包括军事与文化的渗透，以及与当地的酋长们定下协议。这个计划还包括建立城市，建造道路和其他的公共建设，比如学校与医院。

### 占领

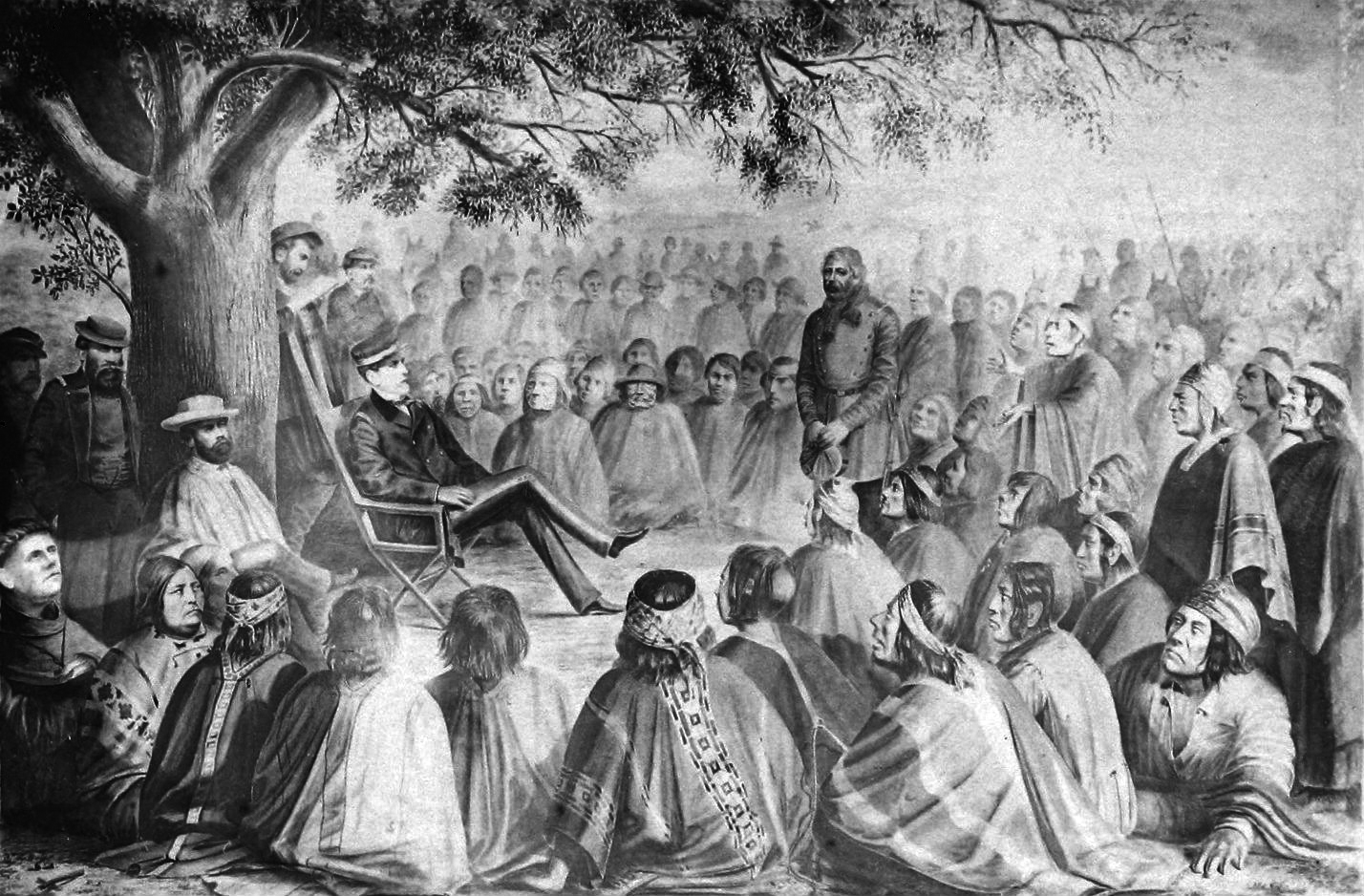
1869年科尔内利奥·萨韦德拉·罗德里格斯与阿劳卡尼亚的主要的酋长们会面。

科尔内利奥·萨韦德拉于1862年在相当短的时间内进发到了马列科河并建立了安戈尔城（在“毁灭七城”中被毁的“步兵的圣安德烈斯城”），以及穆尔琴堡垒和莱布堡垒。而南边的瓦尔迪维亚的部队则顺利地沿着海岸进发，到达了托尔滕河。这便是占领行动的第一阶段。这一阶段在实施中遭遇到的抵抗的等级相对地低，但是不久后，吉拉班酋长就在马列科河附近发动造反了。
当硝石战争在1879年爆发，智利南部的许多士兵便被调遣到了北部，去和秘鲁与玻利维亚打仗。在1880年，若干个马普切部落趁此时机，自行发动了对建立在边界地区的各个智利堡垒的一系列的攻击。
智利军队从硝石战争胜利而归，之后，多明戈·圣玛利亚·冈萨雷斯政府发动了将马普切人的心脏地带吞并入智利的最后一战。格雷戈里奥·乌鲁蒂亚上校被选中来完成这一任务。老西班牙城镇比亚里卡（在“毁灭七城”中被毁的“比亚里卡的圣玛利亚·马格达莱纳城”）被重建，而卡拉韦、劳塔罗、皮良莱尔武、特木科、新帝国城、普孔等地也被建立了堡垒。那些生活在这些堡垒附近的部落们失去了他们的领地，并且大约有10000名马普切印第安人在与智利军队的小规模战斗中被杀死。许多幸存者逃到了山地，并在那里加入了佩文切人们（马普切人的一支）和其他的从阿根廷领地逃来的部落们。还有一些幸存的原住民被安置在了迁移区，而他们的土地则被交给了智利的和外国的拓荒者们。一些历史学家将“占领阿劳卡尼亚”视为300多年之久的阿劳卡尼亚战争的结束。

### 占领阿劳卡尼亚之后与现今的斗争
坚定地进行抵抗，让对方感受到自己的压力，这一行为在现今的马普切社会运动之中，仍然是一个重要的部分。今天有许多团体已经在法律与政治上，与智利政府就侵占领地的问题进行了斗争。阿劳卡尼亚的土地所有权已经成为了最显而易见的斗争点。智利人和欧洲移民的后代们从19世纪起，就已经得到了这片区域的土地所有权，一些土地是政府给予或者销售给他们的，而其他一些则是从原住民首领处购买的，不过还有一些案例，则确实是拓荒者们从更好的土地赶走了马普切人而取得的。
另一个现今的斗争则是与外国的跨国森林公司们的斗争。这些公司（合法地）将原本的森林变为了黄杉、蒙特雷松、蓝橡胶树的人造林。一些更激进然而有争议的团体，如阿劳科-马列科协调者组织，已经进行了对土地权的长达数十年的新的争执。今天，许多的这样的运动都是孤立的，并且失去了显著的大众支持，这是因为它们被政府扣上了渗透与破坏的罪名。

## 额外信息